# Whatcharawalee
Whatcharawalee (Tailandés: วัช รา วลี) es una banda musical retro tailandés de género soul-pop. Es una de las bandas más conocidas en Tailandia, por sus temas musicales de grandes éxitos como «Jeep», «Look-Om» y «Avenue».

## Historia
La banda se formó por unos amigos que trabajaron detrás de las escenas en la música tailandesa y de la publicidad. El propósito de ambos integrantes era dar a conocer su música, para expresar lo que es el fuerte amor y el pensamiento positivo. El nombre de la banda provenía de su primer single que fue lanzado en el 2009. Una canción que fue dedicado a una mujer que se iba a casar, por lo que ambos integrantes utilizaron como nombre de la banda y su apodo se convirtió en el título de su primer tema musical.

## Integrantes
La banda está integrada por Pom (vocalista), Milk (guitarras), Joop (baterías) y New (bajo y  guitarras).

## Temas musicales
Ente sus canciones más conocidas son อเวนิว (Avenue), จี๊ป (Jeep), ถนนบนต้นไม้ใหญ่ (Ta Non Bon Ton Mai Yai: Road on the big tree), ทราย (Saii: Sand), ผมคือเวลา (Pom Keu Vela: I am time), ฟอเวิร์ด (Forward), ร่มสีเทา (Rom See Tao: Gray umbrella), ลูกอม (Look-Om: Candy), ทะเลลิฟท์ (Ta Le Lift: Elevator sea), น้อย (Noi: A few) y แฟ (Fair, Factor).